# キュベレー

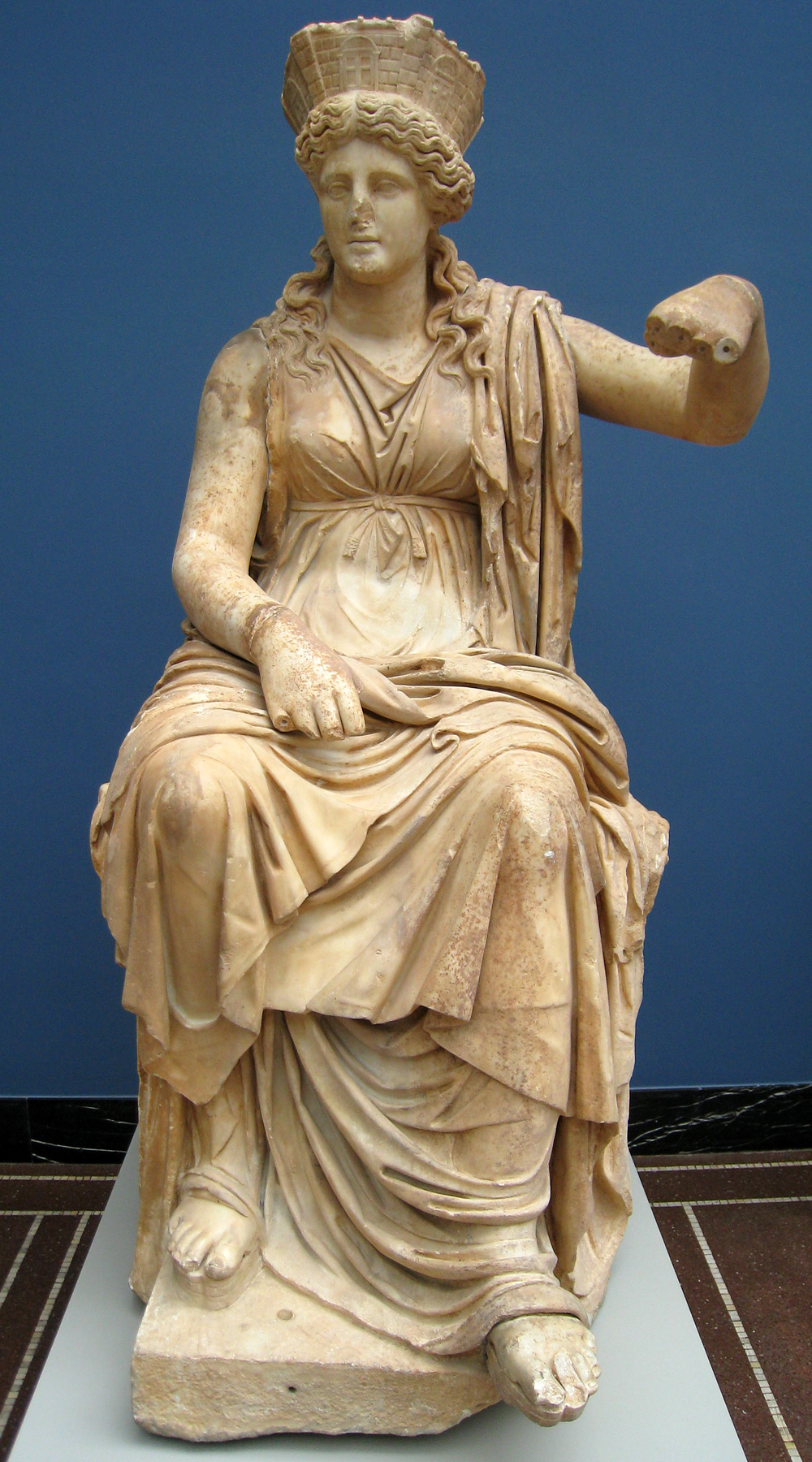
キュベレー像

キュベレー（古代ギリシア語: Κυβέλη / Kybélê、フランス語: Cybèle、英語: Cybele）は、アナトリア半島のプリュギア（フリギア）で崇拝され、古代ギリシア、古代ローマにも信仰が広がった大地母神である。名前は「知識の保護者」の意。

## 名前
しばしば「髪の毛のある女性」が語源とされるが、それはプリュギア語ではなくギリシア語と考えた場合である。ギリシア神話に取り入れられる前のプリュギア語での呼び名はクババ (Kubaba) であり、より古い時代にアナトリア半島で使われたルウィ語（Luwian、楔形文字参照）起源であるとの説が、より広く受け入れられている。ローマ神話では マグナ・マーテル（Magna Mater 、「大いなる母」）に対応する。

## 概要
この女神は死と再生の神の一柱である。キュベレーの夫は、同時にキュベレーの息子であるアッティスで、後代にはアッティスの祭祀集団が結成された。
キュベレーは小アジアのイーデー山で生まれたと思われ、ローマで呼ばれた名、マグナ・マーテル・デオールム・イーダエア（Magna Mater deorum Idaea、「イーデーの神々の大いなる母」）はここから来ている（→マグナ・マーテル、Idaea）。

## キュベレー崇拝
ヘレニズム時代のもっとも熱狂的なキュベレーの信奉者は、みずからを聖なる儀式で完全去勢した男性たちで、この儀式の後、彼らは女性の衣装をまとい、社会的に女性とみなされた。同時代の注釈家であるカルリマコスは彼らを、女性名詞の Gallai （ガッライ、ギリシア語複数形）で呼んだが、古代ギリシアやローマの他の注釈家たちは、男性名詞の Gallos （ガッロス、ギリシア語単数形）や Galli （ガッリー、ラテン語複数形）で呼んだ。
女神の女性司祭は、人々を乱交的儀式に導き、儀式では荒々しい音楽、ドラムの響き、踊りに飲酒が伴った。女神は、性器切断された後、甦った息子であるアッティスをめぐる秘儀宗教と関連していた。一説では、三人のダクテュロスたちが女神の従者であった。女神の信奉者たちは、プリュギア語でクルバンテス、ギリシア語でコリュバンテスと呼ばれ、彼らは、一晩中続く、太鼓の乱打、剣と楯を打ち鳴らす野性的な音楽、踊りに歌に叫び声によって、女神への恍惚として乱交的な崇拝を示した。
アタランテーとヒッポメネースは狩の途中、ゼウスの神域に入り、そこで交わったため神の怒りに触れライオンに変えられた。一説では、それはキュベレーの神域ともされ、二人は女神の車を牽くこととなったともされる。

## キュベレー崇拝の歴史

### 概説：アナトリア、ギリシア、ローマ
プリュギア（フリギア）のペッシヌースにおいては、遥かな古代より、キュベレーの原型として両性具有ともされるアグディスティス女神の信仰が存在した。紀元前203年、ペッシヌースの大いなる母を具現した聖崇拝物（神像ではなかった）が厳かにも恭しくローマに移された。
キュベレー崇拝は、すでに紀元前5世紀のギリシアで行われており、その地においては女神はしばしば、名を直接に使わず、婉曲語法によって Μητηρ Θεων Ιδαια（メーテール・テオーン・イーダイア、「イーデーの神々の母」）と呼ばれた。キュベレー崇拝への言及は、とりわけピンダロスやエウリーピデースに顕著である。しかし古典ギリシアの著作家たちは、アッティスの去勢の神話はよく知っていたにもかかわらず、性転換した「ガッリー（galli）」については知識がなかったか、または言及を行っていない。
ギリシアにおけるキュベレーの崇拝は、明らかに類似性が認められるディオニューソスの崇拝と密接に関連付けられた。キュベレーはディオニュソースにイニシエーションを与え、逆にディオニュソースはアグディスティスの去勢を行ったとも言われている。ギリシア人たちはまた、キュベレーを「神々の母レアー」と同一視した。

### アナトリアのキュベレー

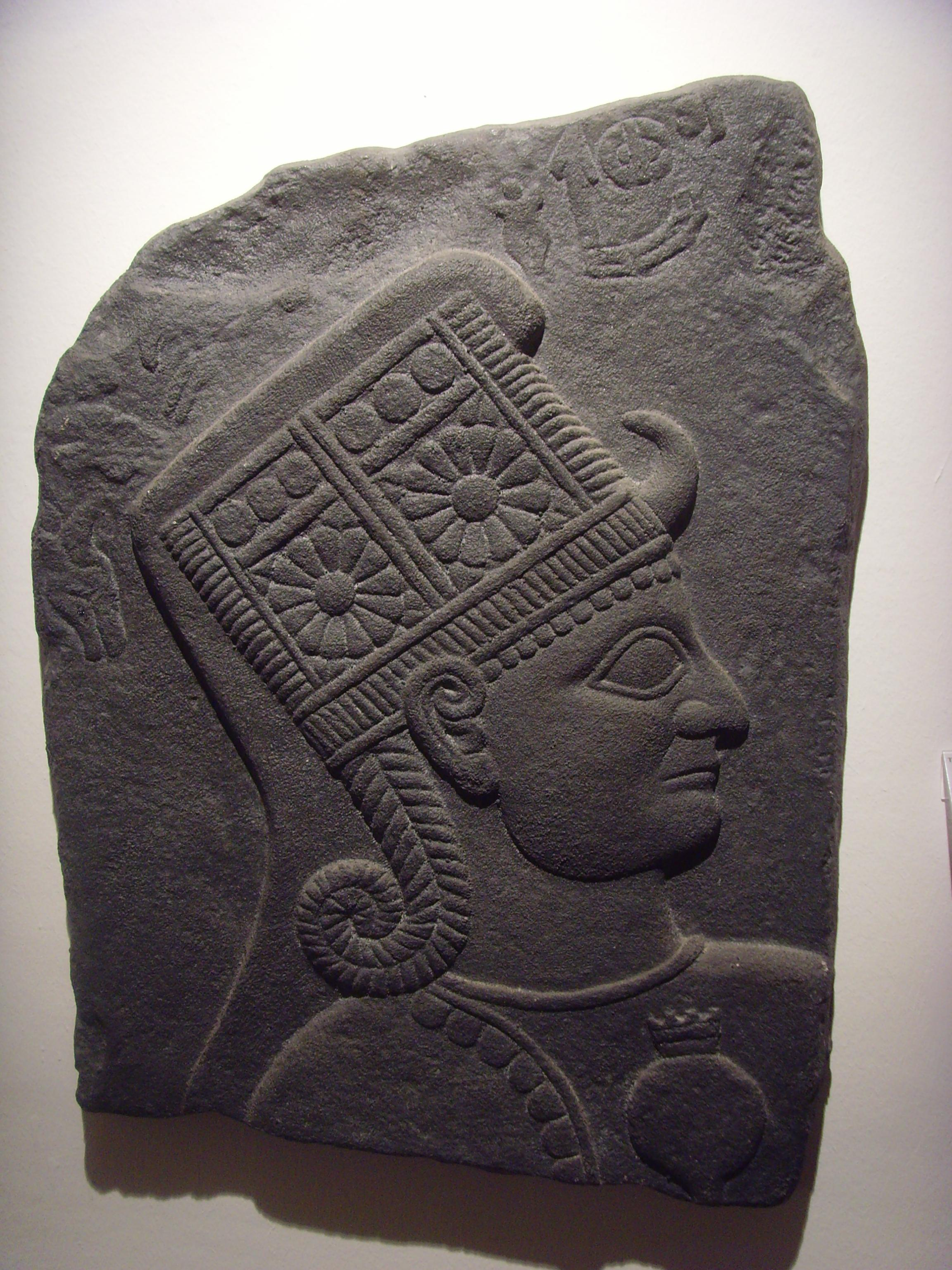
クババ像

紀元前2千年紀にはキュベレーはヒッタイト人およびフリ人の間でクババ (Kubaba)、グババとして知られるようになった。クババは手にザクロと鏡を持った威厳のある婦人の姿で描かれ、ヒッタイト帝国の重要都市カルケミシュの守護神となっていた。
プリュギアではレアー / キュベレーはアグディスティスとして栄え、大商業都市ペッシヌース (Pessinos) に神殿が置かれた。これは地理家のストラボーンによって言及されている。キュベレーの息子であり愛人であったアッティスが王女と結婚しようとしたのはこの都市でのことである。その時アグディスティス / キュベレーが畏怖すべき栄光と共に現れ、アッティスは自己去勢した。

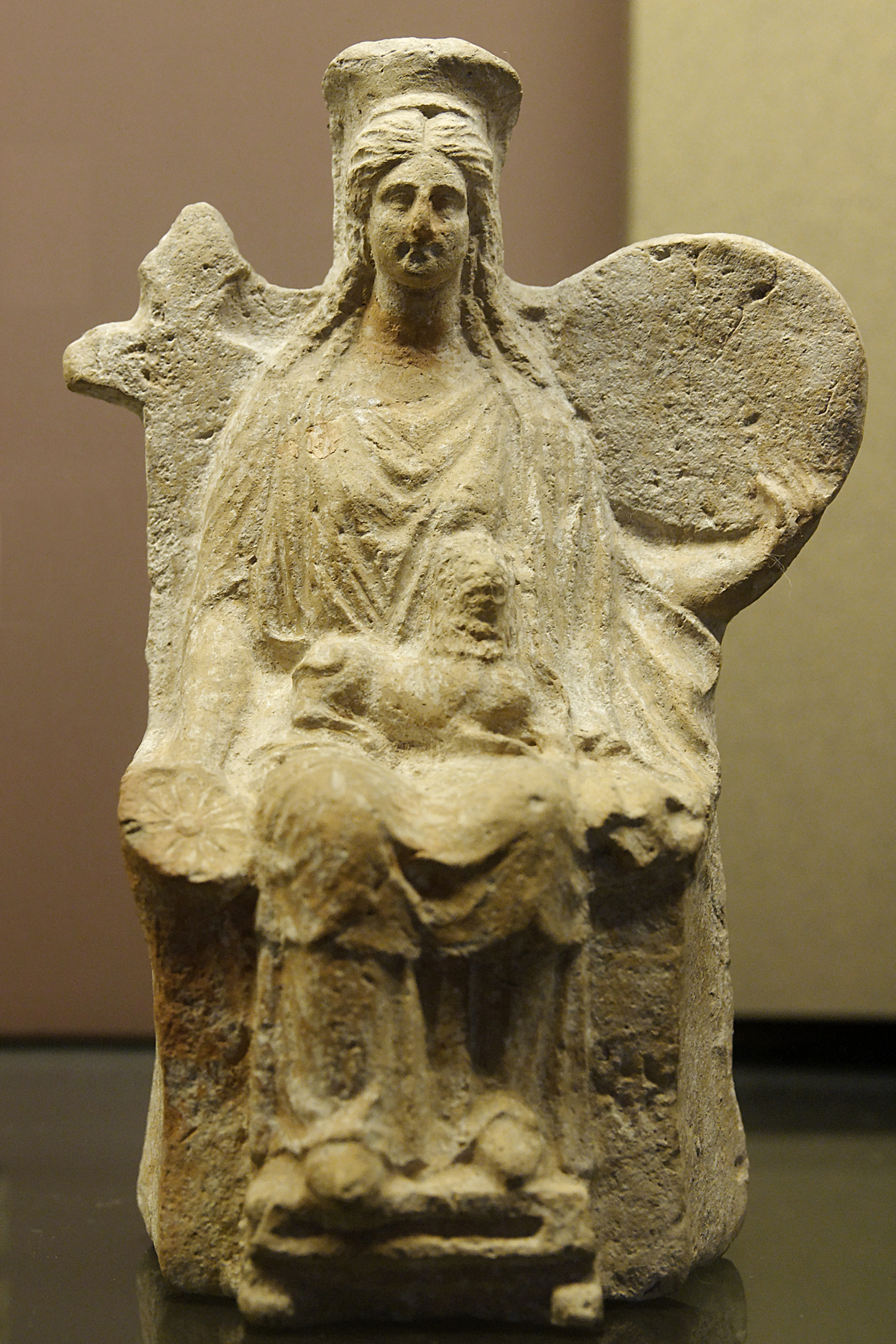
ライオンを膝に乗せ、片手にタンバリンを持つキュベレー像。ルーブル美術館

古代プリュギアでのキュベレーのイメージは、典型的には建物の玄関にあるファサードにみられる。ファサードそれ自体がプリュギア高地にある岩を削って作られたモニュメントと関係がある。ベルトのある長いドレスを着、円筒形の背の高い帽子をかぶり、全身をヴェールで覆っている。通常、猛禽と壷を共にしていた。攻撃的だが従順なライオンも関連づけられる事があった。
その後、ペイディアスの生徒であった彫刻家アゴラクリトス (Agoracritos) が、後に規範的となったキュベレー像を作り上げた。王座に座ってはいるが、気品と母性が増している。完全に静止したライオンの首に手を乗せ、もう一方の手はタンブリン（ティンバロン）のような丸い輪を持つ太鼓を掴んでいる。その太鼓は満月を呼び起こさせるもので、聖なる月の牡牛の皮でカバーされている。
ミューシアでは Dindymus の山がキュベレーに捧げられた。

### キュベレーとアッティス
紀元前8世紀から紀元前6世紀には、この女神は単独で現れたが、後に息子であるアッティスと共に現れるようになった。母の嫉妬をかったアッティスは、エクスタシーのうちに自ら性器を切り落とし、死んだ。キュベレーは嘆き彼を復活させた。常緑の松と蔦がアッティスに献じられた。
エクスタシーの極みに達したキュベレー信者の中には、ローマで galli と呼ばれていた者たちがいる。彼等はアッティスに倣い自ら進んで信仰による去勢をした。マグナ・マテルであるキュベレーを信仰するローマ人はそこまでしようとは思わず、「大いなる母」に捧げられる動物の一つである牡牛の睾丸を取って代用品とした。これは多くの碑文に示されている。紀元160年の碑文では、牡牛の精巣をローマからフランス、リヨンのキュベレーの社に運んだとある。

### エーゲのキュベレー
キュベレー崇拝はアナトリアとシリアの内陸部からクレーテー島他のエーゲ海の島々やギリシア本土にまで拡がった。アテーナイでは特に歓迎された。ストラボーン（十巻 x, 3:18）の観察は役に立つ。
（叫び声については『金枝篇』49章3「アッティス、アドニス、豚」参照。ジェームズ・フレイザーはhyesを「豚」の意味だとしている。でも読める。）
アレキサンドリアではキュベレーはギリシア系住民によって「諸母の母、我等が祈りを聞き給う救世主」、「諸母の母、祈りが届くお方」として崇拝された。小アジア、地中海沿岸での商業活動の中心の一つであったエペソスでは、紀元前10世紀から早くもキュベレーは崇拝され、エクスタシーを伴う市の祭 (Ephesia) が彼女を讃えて行われた。

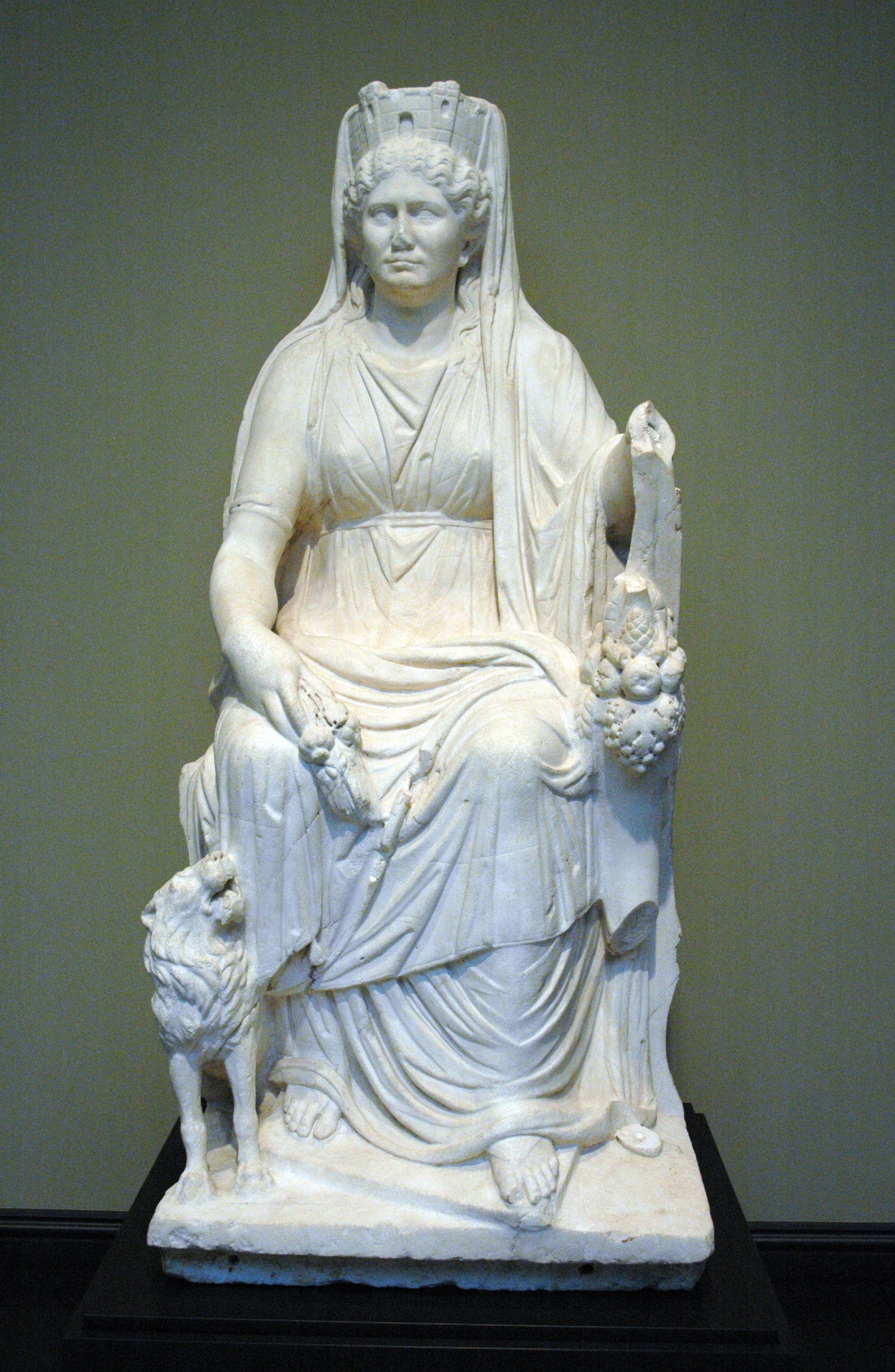
ライオンを従えるキュベレー像

この女神はトラーキア北方の家父長的なスキュティア（スキタイ）人には歓迎されなかった。ヘーロドトス(4.76-7)を読むと、ギリシア中を旅し、様々な知識を得たスキュティア人アナカルシス （Anacharsis、紀元前6世紀）が異教マグナ・マーテルを紹介すべく企んでいるとして従者のスキュティア人に殺されたことを知ることができる。

### ローマのキュベレー
ローマでは紀元前203年に、マグナ・マーテルとしてキュベレー信仰が公式にもたらされた。この時ローマは第二次ポエニ戦争に巻き込まれていた。その前年、シビュラの書をもとに捜査したところ、ペッシヌースのキュベレーに関する予言の言葉が見い出された。それにはいかなる外敵がイタリアに戦をしかけようと、マグナ・マーテルをローマに招けば退けることができるとあった。命を受けたスキピオ・ナシカは女神に会いたいという全ての婦人を連れてオスティアの港に行った。女神が船をおりる時彼は帰依し、婦人たちがパラティーノの丘にある勝利神殿に安置した。この日4月12日はMegalesianの祭日として後までも見られた（リウィウス、『ローマ史』、およそ紀元10年）。
ローマでは、この女神がプリュギア由来であることがカトゥルスによって思い起こされた。彼のアッティスをテーマとした有名な詩にはキュベレー信仰の姿を現出させるものがある。

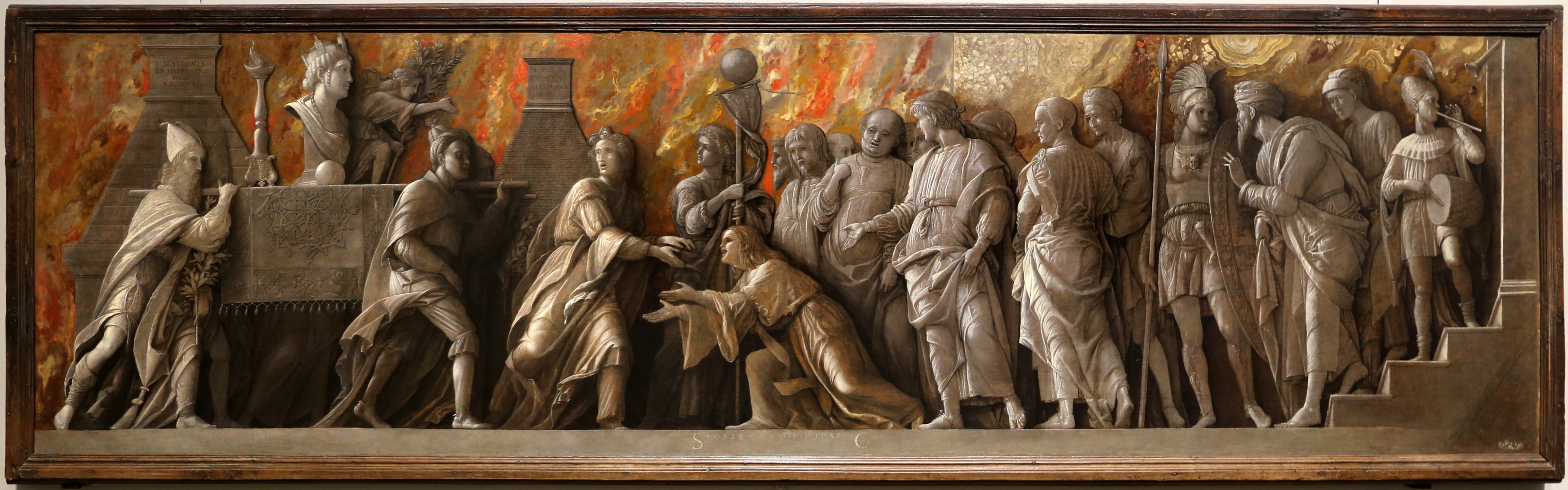
アンドレア・マンテーニャ画『キュベレ崇拝のローマ到来』（1505年-1506年制作、ナショナル・ギャラリー (ロンドン)所蔵）

サンタ・マリア・マッジョーレ大聖堂がキュベレーの神殿があった場所に築かれた時、キュベレー信仰は地下に潜伏した。これは偶然の一致ではない。
キュベレー信仰はモーリタニアにまで浸透した。この国では紀元288年、大火の後、セティーフのすぐ外で正式の「木を運ぶ（耐える?）者ども」と忠実な信者たち (religiosi) がキュベレーとアッティスの神殿を再建した。途方もない額が必要だったが、私的なグループが自腹を切って捻出した。銀のキュベレー像、彼女を運ぶための戦車に載せる樅の球果の形をした飾り房のついた新しい天蓋を作ったのだ (Robin Lane Fox, Pagans and Christians, p 581.)。

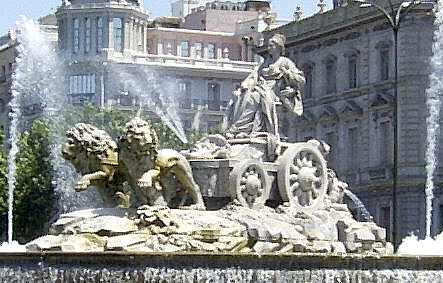
マドリードのシベーレス広場（シベーレス＝キュベレー）にある、ライオンに牽かれたキュベレーの像。